# Ogonna Chukwudi
Franca Ogonna Chukwudi (* 14. September 1988 in Lagos, Nigeria) ist eine nigerianische Fußballspielerin.

## Karriere
Chukwudi begann ihre Karriere bei Nassarawa Amazons und wechselte zur Saison 2011 zu Umeå IK, wo sie einen Dreijahresvertrag unterschrieb. Beim schwedischen Erstligisten spielte sie im zentralen Mittelfeld neben ihrer nigerianischen Teamkollegin Rita Chikwelu. Zur Saison 2014 wechselte sie zum Ligakonkurrenten KIF Örebro. Nach 61 Spielen in drei Jahren wechselte sie im Februar 2017 zum Ligarivalen Kristianstads DFF.
Später spielte sie für Djurgarden, bevor sie für eine Saison nach Russland zu ZSKA Moskau ging. Dort absolvierte sie jedoch kein Spiel. 2021 wechselte sie zu Madrid CFF. In Madrid kam sie auch nur auf 2 späte Einwechslungen. Ende 2021 wechselte sie dann nach Italien zum Lazio Rom.

### International
Chukwudi spielte für ihr Heimatland bei der U-20-Fußball-Weltmeisterschaft der Frauen 2006 und 2008. 2007 nahm sie an der Weltmeisterschaft der Frauen in China teil und stand im Kader für die Fußball-Weltmeisterschaft der Frauen 2011 in Deutschland.